# Suzuki-reactie
De Suzuki-reactie (of Suzuki-koppeling) is een organische reactie van een aryl- of vinylboorzuur met een aryl- of vinylhalide, gekatalyseerd door een palladium(0) complex.
De reactie wordt wijd gebruikt voor het synthetiseren van polyalkenen, styrenen en gesubstitueerde bifenylen. Diverse artikelen zijn gepubliceerd.
De reactie werkt ook met pseudohalogeniden, zoals triflaten (OTf), in plaats van halogeniden, en ook met booresters in plaats van boorzuren.
Relatieve reactiviteit: R2-I > R2-OTf > R2-Br >> R2-Cl
De Suzuki-reactie, voor het eerst gepubliceerd in 1979 door Akira Suzuki, koppelt boorzuren met een organisch deel aan halogeniden. De reactie vereist een palladiumkatalysator zoals Pd[P(C6H5)3]4 om de reactie te laten verlopen. De palladiumkatalysator is 4-gecoördineerd, en heeft gewoonlijk fosfineliganden. Suzuki kreeg hiervoor in 2010 de Nobelprijs voor de scheikunde, gedeeld met Ei'ichi Negishi en Richard F. Heck. 
In vele publicaties wordt deze reactie ook wel Miyaura-Suzuki-reactie genoemd.

## Reactiemechanisme
Het mechanisme van de Suzuki-reactie kan het best bekeken worden vanuit het perspectief van de palladiumkatalysator. De eerste stap is de oxidatieve additie van palladium aan het halide 2 om het organopalladiumcomplex 3 te vormen. Reactie met base geeft tussenproduct 4, welke via transmetalering met het boraatcomplex 6 het organopalladiumcomplex 8 vormt. Reductieve eliminatie van het gewenste product 9 geeft de oorspronkelijke katalysator 1 terug.

### Oxidatieve additie
Oxidatieve additie gaat met behoud van stereochemie met vinylhalogeniden, terwijl het inversie geeft wanneer allylische en benzylische halogeniden gebruikt worden. De oxidatie additie vormt eerst het cis-palladiumcomplex, welke onmiddellijk isomeriseert naar het trans-complex.

### Reductieve eliminatie
Door middel van deuterium-labeling hebben Ridgeway et al. laten zien dat de reductie eliminatie plaatsvindt met behoud van stereochemie.